# Matute (banda)
Matute es una banda mexicana de pop y rock alternativo, destacada por interpretar covers de los artistas y bandas más emblemáticas de los años 80 tanto en inglés como en español. Entre ellos se encuentran Baltimora, Hombres G, Miguel Mateos, Pedro Suárez-Vértiz, entre muchos más. Fue formada en el año 2007, bajo la dirección de Jorge D'Alessio.

## Historia

### Formación e Inicios
El nacimiento del proyecto Matute, de acuerdo con el vocalista y frontman de la banda, Jorge D'Alessio, fue a raíz de la coordinación durante casi seis años consecutivos de las giras musicales pertenecientes a una importante compañía refresquera. Sobre ello comentó «Me hice amigo de muchos artistas y músicos, con quienes que me echaba un palomazo durante los ensayos o en las pruebas de sonido, hasta que un día, con los más allegados, platicamos sobre la posibilidad de crear nuestra propia banda y tocar las rolas que realmente nos llegaran, así nació Matute».
El nombre de "Matute" fue escogido en honor a un personaje de "Don Gato y su pandilla". Aunque esta caricatura fue originalmente creada en 1961, fue hasta la década de los 80 cuando tuvo su mayor auge, de ahí que los músicos tomaron el nombre del mismo, esto debido a que, en palabras de la banda, significa una ley ochentera.
Su primer concierto se llevó a cabo para una discreta audiencia de únicamente 9 personas en su primer espectáculo interactivo denominado como “Noches de Graduación”. Para éste, se le entregaba a cada asistente una bolsa de papel, la cual estaba conformada por una bola de papel, un encendedor y una lista de canciones, misma que señalaba los momentos en los que se debían de usar dichos objetos.

### 2008-2013: Ochenterizzimo, proyectos y MatuTv
En noviembre de 2008, graban el tema «Sal de mi piel» con la cantante mexicana Belinda, en un principio para la banda RBD, debido a su desintegración fue incluido en el álbum "Carpe Diem" de la misma. En 2009 graban su primer disco "Ochenterizzimo", grabado en Italia bajo la producción de Loris Ceroni, grabado y mezclado en "Le Dune Recording Studios" en Riolo Terme, Italia. En julio de 2009 dan comienzo a su espectáculo titulado "The 80's box show" en un bar en el sur de la capital mexicana. El 3 de noviembre de 2009, se presentan en Brasil como banda telonera y banda soporte durante la gira mundial de la cantante mexicana Anahí titulada "Mi delirio World Tour". El tour llegó a su fin el 23 de julio de 2011 en Monterrey, México.
En 2010 presentan su espectáculo 'La Guerra de los 80', sobre lo que comentaron «Se trata de un espectáculo lleno de energía e impresionantes efectos visuales, que te lleva a un viaje a través de lo mejor de la música de los 80 en medio de un impactante performance».
En marzo de 2012, estrenan un recinto dedicado a su música, que llevó por nombre "Donngato. Matute’s House of Music", Jorge D'Alessio comentó «Después de cinco años de trayectoria, y de haber tocado en varios lugares en la ciudad de México, creemos que por el momento que está viviendo la banda, era hora que Matute tenga su propio lugar», se asociaron con la administración del "Babilonia Show Center", para que los sábados del año se transformen en "Donngato". La madrina de lujo fue la madre de Jorge, Lupita D'Alessio. El 25 de mayo de 2012 se presentan en el Auditorio Nacional junto a Lupita D'Alessio, interpretando dos temas.
En enero de 2013, durante su presentación "Matute Show" en Acapulco, México, reciben como invitadas a la banda ochentera Flans, con quienes interpretan cuatro temas. El 13 de febrero de 2013, estrenan el programa "MatuTv", conducido por la banda, es la nueva producción del canal Telehit. El primer programa contó con la participación del cantante Aleks Syntek. La banda argumentó «teníamos ganas de tener un espacio en donde se hiciera música, se hablara de música y se le honrara a la música y a los músicos cantantes de este país, no nada más a los ochenteros, sino también a los actuales».
El 24 de abril de 2013 lanzan a la venta a través de descarga digital su primer álbum en vivo, titulado "Matute - En vivo". El disco logró doble disco de oro en México. En mayo de 2013, realizan tres presentaciones en México Suena, donde realizan un dueto con la cantante María José. El 26 de noviembre de 2014 lanzan el volumen dos de su disco en vivo Matute - en vivo.

### 2015-presente: Boombox Tour y disco de duetos
El 28 de marzo de 2015 dieron inició a su gira nacional "La Matutera Tour" en la Ciudad de México. La gira recorrió México y Estados Unidos.
El 6 de abril de 2016 comenzó la cuarta temporada de su programa MatuTv en el canal de música Telehit, la primera invitada de la temporada fue Paty Cantú. En junio de 2016 comenzaron la grabación de su tercer disco, un disco de duetos junto a artistas como Anahí, Los Claxons, Rebel Cats y Julión Álvarez.
El 17 de noviembre de 2016 dieron inicio a su "Boombox Tour" en el Auditorio Nacional, ante 10 mil personas, festejando además sus diez años de trayectoria. El mismo día se lanzó a la venta el tema «Bailando sin salir de casa», sencillo a dueto con la cantante mexicana Anahí para su álbum de duetos. El tema es un cover del tema lanzado en 1986 por la cantante Marta Sánchez. El 16 de diciembre de 2016 lanzan a la venta el disco de duetos titulado Poderes de los duetos fantásticos ¡Actívense!. El mismo contenía diez duetos junto a otros artistas y bandas. A horas de su lanzamiento alcanzó el primer puesto en ventas digitales en México.
El 20 de mayo de 2017 se presentaron en el Auditorio Nacional de la Ciudad de México con 9,620 de asistencia, recaudando $281,891.
El 12 de octubre de 2018 lanzan el álbum en vivo Matute: en concierto desde la Arena de la Ciudad de México. En 2021 reciben disco de oro en México por dicho disco.

### 2022-2023: Quinceañera World Tour

Jorge D'Alessio durante un concierto de la gira en el Auditorio Josefa Ortiz de Domínguez

Después de la contingencia derivada por la enfermedad por coronavirus de 2019, el grupo anunció a inicios del año 2022 que estaría preparando la celebración, en palabras de la banda, «más emblemática de su historia». Bajo el nombre de Quinceañera World Tour, ésta gira consistía en, como su nombre lo indica, la celebración oficial de sus 15 años de trayectoria.
La gira dio inicio tras la finalización de su gira Planeta Retro Tour, misma que se llevó a cabo en la Expo Tampico ante una audiencia de poco más de 5000 asistentes. Tras dicho evento, Quinceañera World Tour hizo su debut el 21 de mayo de 2022 en la Arena CDMX, posteriormente llegando a la ciudad de Puebla el 20 de mayo en el Auditorio GNP Seguros. Ciudades como Monterrey, Querétaro, Atlanta, Sacramento y San Jose, fueron testigos de la gira.
Así mismo, la banda aprovechó la ocasión para realizar la grabación oficial de uno de los casi 26 conciertos de la gira, dando sede en la Arena Monterrey ante una audiencia de casi 14000 asistentes, llevando a cabo diversos medleys inéditos, entre ellos Ranchero Time, The Groove, Rockotitlán y Acústico, además de algunos otros como Matute's New Cumbias y La Matutera, éste último en conjunto con I Love Rock n' Roll, de la autoría de Joan Jett & the Blackhearts.
Quinceañera World Tour fue un indudable éxito, no solamente a nivel de ventas, sino que en especial para la historia de la banda, puesto que esta, llegó a casi 26 ciudades alrededor del globo, las cuales abarcan desde la República Mexicana hasta el continente americano.

### 2023-2025: Party Monster Tour
Tras el éxito masivo que tuvo Quinceañera World Tour, Matute anunció a mediados de 2023, el lanzamiento de su nueva experiencia llamada Party Monster Tour. A comparación de la gira anterior, ésta se destacó por contar tanto con un escenario distinto como una duración del concierto menor.

## Controversias
El 15 de octubre de 2016 se presentaron en el Estadio Azteca presentando el nuevo himno del Club América debido al centenario de la institución, fueron acusados del plagio del himno del club español Sevilla FC. Jorge D'Alessio arremetió contra los aficionados con lenguaje altisonante, días después en su cuenta de Twitter pidió disculpas.
El Club América se ha negado a entonar de nuevo dicho himno y se deslindó de cualquier responsabilidad jurídica que emane del delito de plagio.

## Miembros

### Miembros actuales
- Jorge D'Alessio  – Productor, Vocalista, teclado
- Ignacio "Nacho" Izeta  – Guitarra eléctrica, Vocalista
- Pepe Sánchez – Teclado
- Irving Regalado – Batería
- Tana Planter – Vocalista, Coros
- Paco "El Oso" Morales  – Bajo

### Miembros anteriores
- Jean Paul Bideau – Guitarra eléctrica (2007-2011)

## Información sobre miembros

### Miembros actuales
Jorge D'Alessio (Dirección musical, Teclado, Vocalista)
Es hijo de la cantante y actriz mexicana Lupita D'Alessio y del actor Jorge Vargas. Tiene dos hermanos, Ernesto D'Alessio y César. En mayo de 2011 se casa con Marichelo Puente, hermana de la cantante y actriz Anahí. El 24 de enero de 2012, nace su primer hijo, Santiago D'Alessio. En 2007 además de fundar la banda "Matute", se convierte en el productor musical de la obra infantil "Peter Pan", el musical se presentaba en la Ciudad de México, y Lolita Cortés, Rubén Cerda, Jaime Camil y más artistas. En 2011 se convierte en el productor de "Aladino, El musical", con Marimar Vega, quien interpretará a la princesa Jazmín, y con el cantante Ernesto D'Alessio, quien interpreta al genio de la lámpara y Eleazar Gómez como Aladino. En septiembre de 2012 produjo "La Gira Despierta" de su madre Lupita D'Alessio, y realizó los arreglos musicales junto a Chacho Gaytán.
1993 lanza el disco Gab Perfection con el grupo Gab.

### Miembros anteriores
Jean Paul Bideau (Guitarra eléctrica)
Es un guitarrista, arreglista y compositor mexicano, ha trabajado con grandes artistas latinos, entre los que destacan, Yuri, Ricardo Montaner, Amanda Miguel y Diego Verdaguer, Belinda, La Quinta Estación, Fey, Alexander Acha, Luis Fonsi, Alejandra Guzmán, Alejandro Sanz, Tommy Torres, entre otros. En el 2008 lo invitan a participar en 2 conciertos en la Ciudad de México con el músico Tom Coster. En el 2010, participa en los arreglos del "Musical TIMBIRICHE".

## Discografía
Álbumes de estudio
- 2010: Ochenterizzimo

- 2016: Poderes de los duetos fantásticos ¡Actívense!
- 2020: Navidad Matute

Álbumes en vivo
- 2013: Matute - En vivo
- 2014: Matute - En vivo Vol. 2
- 2018: Matute - En Vivo Desde La Arena Ciudad De México
- 2019: Matute - La Guerra De Los 80's
- 2022: Matute - Quinceañera World Tour En Vivo Desde La Arena Monterrey

## Giras
- 2009: The 80´s Box Show
- 2010: "La Guerra de los 80's Tour"
- 2013: "Don't Stop Believing Tour"
- 2015: "La Matutera Tour"
- 2016: "Boom box Tour"
- 2019: "Planeta Retro Tour"
- 2022: "Quinceañera World Tour"
- 2023: "Party Monster Tour"
- 2025: "Disco Stereo Tour"

## Wiki Enlaces
- Wikimedia Commons alberga una categoría multimedia sobre Matute.